# Pavliv, Berejanî
Pavliv (în ucraineană Павлів) este un sat în comuna Kureanî din raionul Berejanî, regiunea Ternopil, Ucraina.

## Demografie
Componența lingvistică a localității Pavliv
     Ucraineană (99,48%)
     Alte limbi (0,52%)
Conform recensământului din 2001, majoritatea populației localității Pavliv era vorbitoare de ucraineană (99,48%), existând în minoritate și vorbitori de alte limbi.